# Tegenaria oribata
Tegenaria oribata là một loài nhện trong họ Agelenidae.
Loài này thuộc chi Tegenaria. Tegenaria oribata được Eugène Simon miêu tả năm 1916.